# Fosfato butirriltransferasi
La fosfato butirriltransferasi è un enzima appartenente alla classe delle transferasi, che catalizza la seguente reazione:
butanoil-CoA + fosfato ⇄ CoA + butanoil fosfato